# Universidade do Sul da Flórida
A Universidade do Sul da Flórida (em inglês, University of South Florida) é uma universidade pública norteamericana situada em Tampa, Flórida. É uma das doze universidades que formam o sistema universitário estatal da Flórida. Foi fundada em 1956 e é a oitava maior universidade do país e a terceira do estado da Flórida.
Seu campus se situa em Tampa. Tem outras duas sedes que funcionam como univeridades independentes dentro do sistema estatal: Universidade do Sul da Flórida em São Petersburgo e Universidade do Sul da Flórida em Sarasota-Manatee.
A universidade tem um orçamento anual de 1800 milhões de dólares e oferece 219 programas de graduação e pós graduação, entre eles a medicina.
A USF é conhecida por ser um dos melhores lugares de estudos científicos e medicina avançada nos tratamentos de Alzheimer, Parkinson e Huntington.